# Talsana
Talsana fou un estat tributari protegit de l'Índia, a l'agència de Kathiawar, prant de Jhalawar, presidència de Bombai, amb 4 pobles amb dos tributaris separats. La superfície és de 111 km² i la població el 1881 era de 3.661 habitants. El tribut al govern britànic era de 91 lliures i el pagat al nawab de Junagarh de 13 lliures. La capital era Talsana a uns 17 km al sud-est de Lakhtar.